# Дифузно алвеоларно крварење
Дифузно алвеоларно крварење (ДАК) је синдром рекурентног или упорног крварења у плућима. Узроковано је низа болести, међу којима доминирају аутоимуне болести и након узимања одређених лекова. 
Уобичајени симптоми су отежано дисање и кашаљ, често са искашљавањем крви.
Дијагноза ДАК се поставља на основу рендгенског снимка грудног коша, тестова крви, а понекад и провером проходност дисајних путева помоћу флексибилне цеви са видео камером (бронхоскопија).
Ако је ДАК узрокована аутоимуни узроци лечи супресијом одговора имуног система кортикостероидима, а често и применом циклофосфамида (цитостатика) или ритуксимаб (имуносупресив који потискује имуни одговор).

## Етиопатогенеза
Важна функција имуног система је борба против инфекција. Да би се то постигло, имуни систем препознаје микроорганизме као стране супстанце и производи протеине (антитела) која се везују за микроорганизме како би их могао уклонити из тела. Код аутоимуних болести, тело грешком реагује на сопствена ткива као да су страна. Код аутоимуних болести које погађају плућа, имуни систем напада и оштећује плућно ткиво. Аутоимуне болести које погађају плућа често утичу и на друге органе, посебно на бубреге.
Дифузно алвеоларно крварење је синдром, а не специфична болест. Синдром је група симптома и других поремећаја који се јављају заједно, али могу бити резултат неколико различитих болести. Дифузно алвеоларно крварење укључује оштећење малих крвних судова који снабдевају плућа, што доводи до акумулације крви у плућним алвеолама (мале ваздушне кесе). Такво оштећење крвних судова може бити последица више поремећаја. Међу значајнијима су:
- аутоимуне болести,[1]

- инфекције плућа (нпр. хантавирусна инфекција )
- токсини (нпр. изоцијанати, крек кокаин, тримелитни анхидрид и неки пестициди)
- лекови (нпр. амиодарон, блеомицин, инфликсимаб , метотрексат , монтелукаст , нитрофурантоин , фенитоин и пропилтиоурацил )
- срчане мане (нпр. митрална стеноза )
- неправилно згрушавање крви узроковано поремећајима згрушавања или лековима против згрушавања (антикоагуланси)
- трансплантација органа или коштане сржи
- изоловани арахноидни имуни плућни капиларитис (имунолошки поремећај који погађа људе између 18 и 35 година и оштећује мале крвне судове у плућима, узрокујући цурење крви у плућа, али нема других проблема)
- идиопатска плућна хемосидероза (ретка болест, вероватно последица аутоимуне повреде, која изазива само дифузно алвеоларно крварење и погађа децу млађу од 10 година).

Ове промене могу, али не морају, бити праћене капиларитисом, који карактерише неутрофилна или еозинофилна инфилтрација зидова плућних алвеола и малих крвних судова (капилара). Директан узрок екстравазације крви је некроза запаљених везикула и капилара.
Неимунолошки узроци крварења укључују: дифузно оштећење алвеола (ДОА), удисање токсина, коагулопатије, митралну стенозу, неспецифично запаљење.

### Фактори ризика
Фактори ризика су:
- поремећаји коагулације
- поремећаји функције или броја тромбоцита (тромбоцитопенија <50.000/µл)
- повећан ниво креатинина (>2,5 мг/дл)
- интензивно пушење цигарета
- употреба одређених лекова, као што су митомицин, абциксимаб, пенициламин и третиноин.

## Клиничка слика
Без обзира на етиологију, клиничка, радиолошка, па чак и хистопатолошка слика код многих пацијената може бити веома слична. Клинички симптоми могу укључивати хемоптизу или чак обилно крварење, које се, међутим, не јавља код 1/3 пацијената. Субклиничко крварење у алвеолама је често присутно у случајевима васкулитиса малих крвних судова. Остали симптоми укључују кашаљ, кратак дах (понекад значајан), понекад грозницу, а код неких пацијената и појачану респираторну инсуфицијенцију.
Када је болест тешка, и дисање може бити изузетно тешко. Пацијенти могу да хватају ваздух, а кожа може имати плавичасту боју (цијаноза). Најмање две трећине свих пацијената искашљава крв. Неки пацијенти умиру.
Пацијенти који имају поновљене епизоде крварења у плућима могу развити анемију (која често узрокује умор), а могу се јавити и ожиљци на плућима, што узрокује хроничну опструктивну болест плућа (ХОБП).

## Дијагноза
Дијагноза дифузног алвеоларног крварења може се поставити на основу:
- Анамнезе и физичког прегледа.
- Рендгенских снимака грудног коша, који обично показују абнормалне беле сенке у плућима узроковане крварењем из плућа.
- Флексибилне бронхоскопије (бронхоскопом), која се користи ако дијагноза није јасна на основу симптома и налаза рендгенског снимка грудног коша (на пример, ако особа није искашљала крв)
- Бронхоалвеоларне лаваже (БАЛ), исперања плућа течношћу (бронхоалвеоларно испирање) како би се утврдило присуство малих количина крви у алвеолама.
- Крвне слике, како би се утврдио број црвених крвних зрнаца (еритроцита) у крви да би се доказала или искључила анемија услед крварења.

Када се дијагностикује дифузно алвеоларно крварење, мора се утврдити и њен узрок, па у том смислу дијагностика би морала да обавити различите лабораторијске анализе крви, у зависности од суспектних болести/узрока.

## Терапија
Првенствено би требало лечити болест која је изазвала дифузно везикуларно крварење. У случају плућне хемосидерозе користи се метилпреднизолон. Рекомбинантни активирални фактор VII примењен инхалацијом или интравенозноје такође пријављен као ефикасна опција лечења, али је овај лек до сада коришћен само код малог броја пацијената.

## Ток и прогноза
Понављајуће алвеоларно крварење, осим ако нема велике хемоптизије, доводи до постепеног оштећења плућа крвљу која се задржава у алвеолама и до респираторне инсуфицијенције Заузврат, масивна хемоптиза у току ДАХ је понекад стање опасно по живот. Прогноза зависи од болести која је изазвала везикуларно крварење.